# Club Natació Terrassa
El Club Natació Terrassa es una asociación deportiva, que se constituyó el 3 de junio de 1932 en la ciudad de Tarrasa. Desde su inicio, tiene como su principal objetivo el fomento y la práctica de la natación y el waterpolo. También incluye otras actividades deportivas.
Está situado en el área olímpica de la ciudad de Tarrasa y dispone de una superficie de 43.000 metros cuadrados. En 2008 era el primer club de la ciudad de Tarrasa por lo que respecta a número de socios y a capacidad de oferta deportiva y social y el cuarto de Cataluña.
Sus colores son el blanco y rojo como distintivo de su bandera y escudo.
El Club Natació Terrassa se constituyó en 1932 y cuenta actualmente con unas instalaciones de una superficie de 45.000 m² en el Área Olímpica y de 14.000 m² en el Pla del Bon Aire. Desde su inicio, tiene como objetivo principal el fomento y promoción de la práctica deportiva, en especial de la natación y el waterpolo, deportes que le dan la razón de ser.
Dentro de las secciones destaca la de waterpolo ya que el femenino y el masculino están en máxima categoría, y el equipo de fútbol está en Segunda Regional Catalana.

## Instalaciones
Àrea Olímpica:
Piscinas: 
1 piscina de 50 metros con techo retráctil
1 piscina de 25 metros cubierta
1 piscina de 25 metros descubierta climatizada
1 piscina infantil cubierta
1 piscina infantil recreativa descubierta
2 piscinas lúdicas
Fútbol:
1 campo de futbito 6
1 campo de fútbol 11
2 campos de fútbol 7
Salas y aire libre:
1 salón Social
4 salas de actividades dirigidas
3 salas de fitness
1 tatami
1 parque infantil
2 Parking
1 Bulder
1 rocódromo
3 equipos de UVA
Pádel y Frontennis:
10 pistas de pádel
1 pista de frontón
Pabellones 
2 pabellones cubiertos
Área termal:
2 saunas de vapor
2 saunas secas
1 ducha tropical
1 ducha nebulizante
1 ducha ciclónica
1 jacuzzi
También cuenta con diversas pistas y piscina en el Plà del Bonaire;
Pla del Bonaire:
Piscinas:
2 piscinas de verano con una amplia zona de césped natural
Fitness
1 sala de fitness
Polideportivo:
1 campo de fútbol 11
2 pistas polideportivas
1 pabellón cubierto
1 pista de petanca
Pistas Tennis y Frontennis: 
3 pistas de frontenios
2 pistas de tenis

## Àrea Olímpica - CN Terrassa
Fue inaugurado el 21 de agosto de 1960 bajo diseño del arquitecto Pep Bonet para albergar al club vecino el Terrassa FC, ya que su antiguo estadio les quedaba pequeño. El estadio, se construyó integrado en una zona deportiva (más tarde llamada Zona Olímpica) en el norte de la ciudad, integrada en una zona con piscinas, pistas polideportivas, frontones... gestionados por el club polideportivo Club Natació Terrassa. Los dos estadios anexos se dedicaron uno a la práctica del hockey sobre hierba y el otro, Gestionado por el Ayuntamiento de Tarrasa, a pista de atletismo de ceniza con 300 metros de cuerda (longitud de la pista).
En 1991 se remodeló toda la zona deportiva, incluido el estadio olímpico, con motivo de la celebración del torneo de hockey sobre hierba de los XXV Juegos Olímpicos, de los cuales, Tarrasa fue subsede olímpica oficial. El campo de fútbol se convirtió en un campo de hockey sobre hierba, de los dos campos anexos, el que era pista de atletismo sirvió como campo de entrenamiento y el otro, que entonces ya era campo de hockey hierba y era gestionado por la Federación Catalana de Hockey, como campo auxiliar de competiciones contando con una grada provisional para 4200 espectadores. Más tarde el Estadio Olímpico acogió el partido de fútbol internacional España - Italia de categoría Sub-21.
Después de los JJ. OO. el conjunto volvió a la normalidad:
El campo anexo que se usaba para competición se mantuvo como campo de hockey y actualmente es gestionado por el Centro de Alto Rendimiento de Sant Cugat y el de entrenamiento se reconvirtió en un campo de fútbol estándar, con dos campos transversales de fútbol 7 y que es gestionado por el Club Natación Terrassa. El principal retomó su papel de campo de fútbol.

## CE Bonaire - CN Terrassa
En el año 2005, tras la absorción del Centre d’Esports Bonaire, histórico equipo polideportivo de la ciudad el club se hace con las instalaciones del polideportivo del Pla del Bonaire, y gana secciones como la de fútbol sala, tennis, entre otras…